# Trumbo Point

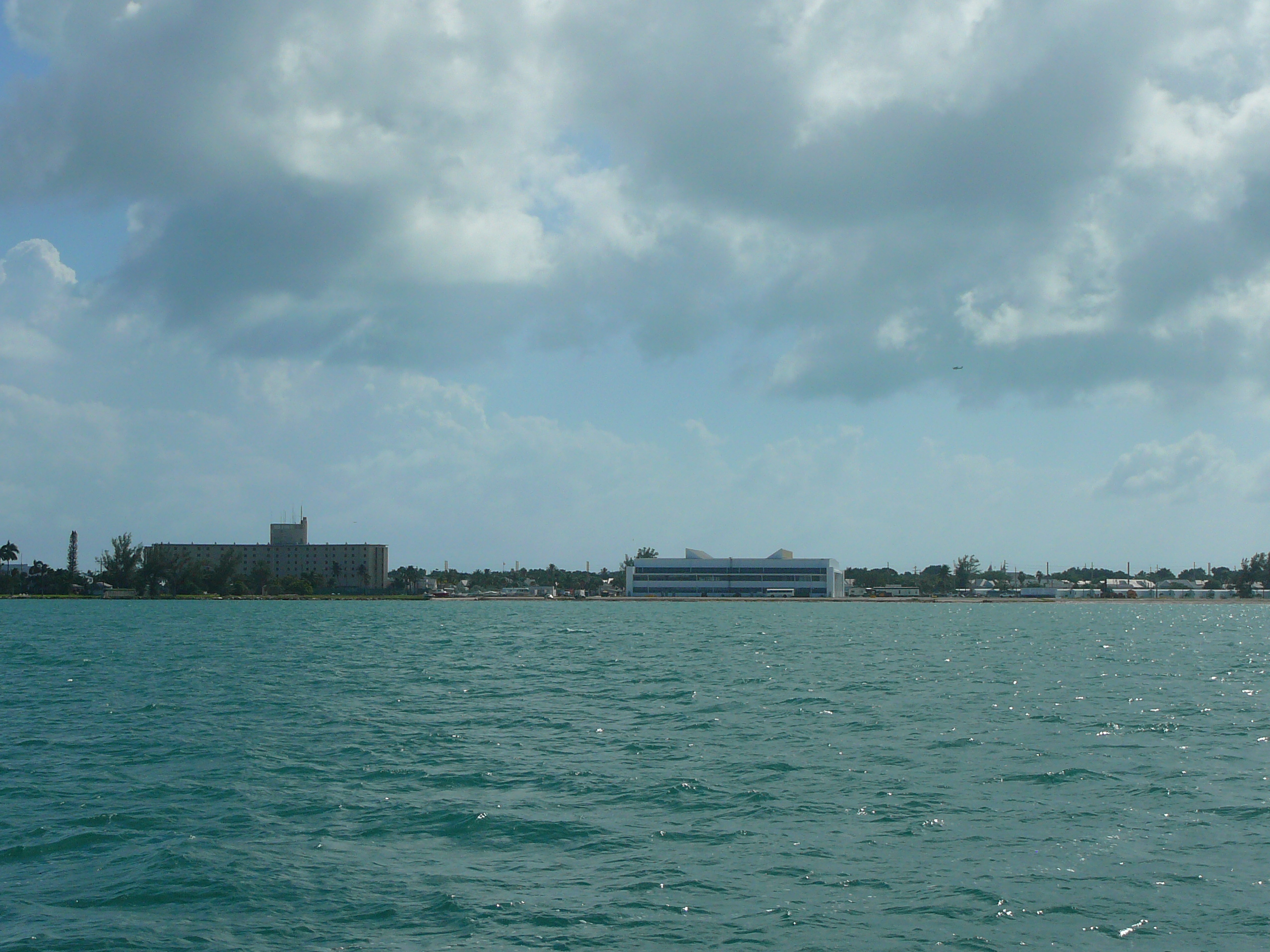
Trumbo Point, Blick von Norden. An der linken Seite befinden sich die Bachelor Officers Quarters.

Trumbo Point ist ein Teil der Stadt Key West in der nordwestlichen Ecke der Insel Key West in den unteren Florida Keys. Es ist eines von mehreren Basen der Key West Naval Air Station. Für Zivilisten ohne Zugangsberechtigung der US Navy ist der Zugang zu Trumbo Point verboten.
Die Militärbasis war ursprünglich eine Bais für Wasserflugzeuge und wurde später als Stützpunkt für Hubschrauber genutzt. Heute wird sie vor allem als Wohngegend für Militärpersonal genutzt und ist das Gelände des ehemaligen „Bachelor Officers Quarters“ (BOQ), jetzt als Navy Gateway Inns & Suites (NGI) bekannt. NGI, ein dreiflügeliges Hochhaus ist das höchste Gebäude auf der Insel Key West. Zudem befinden sich in Trumbo Point ein Restaurant, Bar & Lounge, mehrere Ferienhausvillen für aktive und pensionierte Militärs, ein Pool und ein Wasserpark.
Die Basis kann aus dem zivilen Sektor durch das „Trumbo Gate“ an der Kreuzung der Palm Avenue und der Peary Court Road betreten werden.